# John Shattuck
John Howard Francis Shattuck (* 1943, Pasadena) je odborník na mezinárodní právo a aktivista za lidská práva. Od srpna 2009 do 31. července 2016 působil jako čtvrtý prezident a rektor Středoevropské univerzity (CEU). Je vedoucím pracovníkem na Harvard Kennedy School a v lednu 2017 nastoupil na fakultu Fletcher School of Law and Diplomacy.[zdroj?]

## Biografie
Shattuck získal v roce 1965 bakalářský titul na Yale College, v roce 1967 magisterský titul v oboru mezinárodního práva na Clare College (Univerzita v Cambridgi) a v roce 1970 titul doktora práv na Yale Law School.

### Kariéra
V letech 1971 až ⁠1976 působil v Americkém svazu pro občanské svobody jako poradce národního štábu. V letech 1967 až 1984 pracoval jako výkonný ředitel washingtonské kanceláře.
Od roku 1993 do roku 1998 byl náměstkem ministra zahraničí Spojených států pro demokracii, lidská práva a práci. Sehrál klíčovou roli při zřízení Mezinárodních trestních tribunálů pro Rwandu a bývalou Jugoslávii. Úzce spolupracoval s ministryní zahraničí Madeleine Albrightovou.
Shattuck působil v letech 1998 až 2000 jako velvyslanec USA v České republice. Spolu se zvláštním vyslancem USA Richardem Holbrookem se podílel na vyjednávání Daytonské mírové dohody a dalších snahách o ukončení války v Bosně.
V roce 2001 se stal generálním ředitelem Nadace Knihovny Johna F. Kennedyho.
V roce 2003 byl zvolen do národní správní rady skupiny Common Cause.
Po sedmiletém působení ve funkci prezidenta a rektora CEU Shattuck 31. července 2016 odstoupil. Přestěhoval se do Bostonu.